# فريتز مولر (عالم حيواني)
فريتز مولر (و. 1834 – 1895 م) هو عالم حيواني، وطبيب، وعالم زواحف، وعالم قشريات سويسري، ولد في بازل، توفي في بازل، عن عمر يناهز 61 عاماً.

## التعليم
تعلم في جامعة بازل، وتعلم في جامعة فورتسبورغ
.